# The Jungle

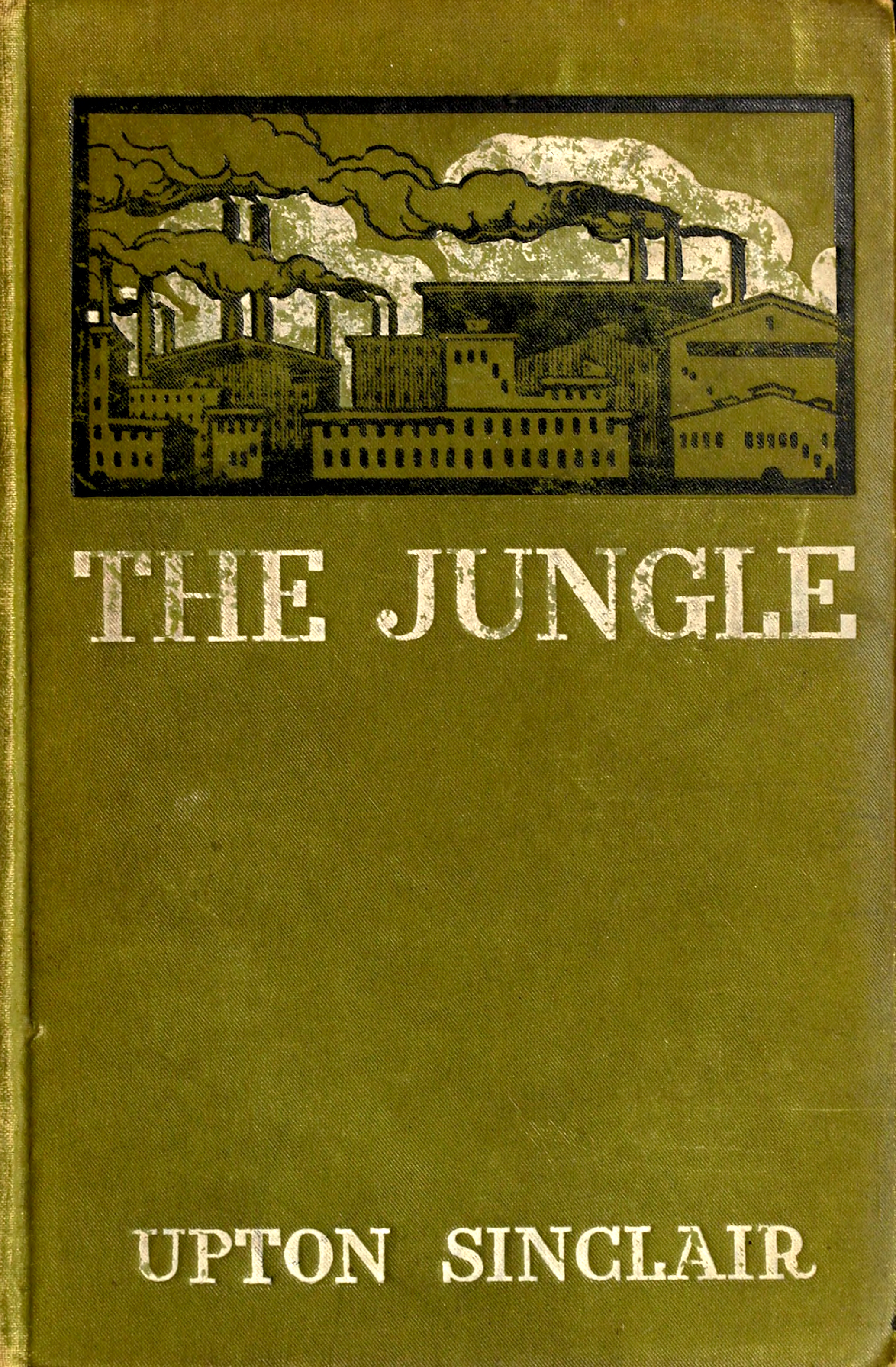
Capa de The Jungle

The Jungle ou A Selva é um romance de 1906 escrito pelo jornalista e escritor estadunidense Upton Sinclair (1878-1968). Sinclair escreveu o romance para retratar as condições ásperas e as vidas exploradas dos imigrantes nos Estados Unidos em Chicago e em cidades industrializadas similares.
O livro descreve a pobreza da classe trabalhadora, a falta de apoios sociais, além de condições de vida e de trabalho duras e desagradáveis e uma desesperança entre muitos trabalhadores. Estes elementos são contrastados com a corrupção profundamente enraizada das pessoas no poder. Uma crítica do escritor Jack London chamou-a de "Uncle Tom's Cabin da escravidão assalariada".
No entanto, a maioria dos leitores estava mais preocupada com várias passagens que expunham violações de saúde e práticas anti-higiênicas na indústria americana de frigoríficos durante o início do século XX, o que muito contribuiu para um clamor público que levou a reformas, incluindo a Lei de Inspeção de Carne. Sinclair disse sobre a reação do público: "Mirei no coração do público e, por acidente, acertei-o no estômago".
Sinclair era considerado um muckraker (eram jornalistas de mentalidade reformista), um jornalista que expôs a corrupção no governo e nos negócios. Em 1904, Sinclair passou sete semanas coletando informações enquanto trabalhava incógnito nos frigoríficos dos currais de Chicago para o jornal socialista Appeal to Reason. Ele publicou o romance em série em 1905 no jornal, e foi publicado como livro pela Doubleday em 1906.

## Resumo do enredo[6]
Jurgis Rudkus se casa com sua namorada de quinze anos, Ona Lukoszaite, em um banquete de casamento tradicional lituano alegre. Eles e sua família imigraram recentemente para Chicago devido às dificuldades financeiras na Lituânia (então parte do Império Russo). Eles ouviram dizer que a América oferece liberdade e salários mais altos e vieram perseguir o sonho americano.
Apesar de ter perdido grande parte de suas economias sendo enganado na viagem para Chicago e de ter que pagar pelo casamento - e apesar da decepção de chegar a uma pensão lotada -, Jurgis está inicialmente otimista sobre suas perspectivas em Chicago. Jovem e forte, ele acredita que está imune aos infortúnios que se abateram sobre a multidão. Ele é rapidamente contratado por uma fábrica de empacotamento de carne; ele se maravilha com sua eficiência, mesmo enquanto testemunha o tratamento cruel dos animais.
As mulheres da família respondem a um anúncio de uma casa de quatro cômodos; Ona, que veio de uma formação instruída, acha que eles poderiam pagar facilmente com os empregos que Jurgis, a orgulhosa Marija e o ambicioso Jonas conseguiram. Enquanto descobrem na mostra que o bairro está malcuidado e a casa não está à altura do anúncio, são enganados pelo lituano fluente e astuto do corretor de imóveis e assinam o contrato da casa.
No entanto, com a ajuda de um antigo vizinho lituano, eles descobrem várias despesas inesperadas no contrato que devem pagar todos os meses em dia, ou enfrentam o despejo - o destino da maioria dos compradores de casas na vizinhança. Para cobrir esses custos, Ona e Stanislovas, de treze anos (que a família desejava mandar para a escola), também precisam trabalhar.
Embora muitas vezes lhes sobrevenha a doença, não podem se dar ao luxo de não trabalhar. Naquele inverno, o pai de Jurgis, enfraquecido pela exposição a produtos químicos e aos elementos de seu trabalho, morreu de doença.
Um pouco de leviandade é trazido para suas vidas com a chegada de um músico, chamado Tamoszius, que corteja Marija, e o nascimento do primeiro filho de Jurgis e Ona. No entanto, essa felicidade é amenizada quando Ona precisa retornar ao trabalho uma semana após o parto, e Marija é demitida por um corte sazonal. Jurgis participa apaixonadamente das reuniões sindicais; ele percebe que foi aceito por um esquema de compra de votos quando era novo em Chicago, descobre que as fábricas de carne usam deliberadamente carne doente e fica sabendo que os trabalhadores frequentemente adoeciam com doenças relacionadas ao trabalho perigoso e anti-higiênico.
O trabalho se torna mais exigente à medida que os salários caem; os membros da família que trabalham sofrem uma série de ferimentos. Em meio a essas dificuldades, Jonas abandona a família, não deixando outra escolha a não ser enviar dois filhos para trabalhar como jornaleiros. O filho mais novo, uma criança deficiente, morre de intoxicação alimentar; apenas sua mãe lamenta sua morte.
Depois de se recuperar da lesão, Jurgis aceita o emprego menos desejável em uma fábrica de fertilizantes. Na miséria, ele começa a beber álcool. Ele começa a suspeitar do fato de sua esposa grávida não voltar para casa várias noites. Ona finalmente confessa que seu chefe, Phil Connor, a estuprou. Então, ao ameaçar demitir e colocar na lista negra todos em sua família, ele a coagiu a um relacionamento sexual contínuo.
Jurgis ataca furiosamente Connor em sua fábrica, mas meia dúzia de homens o arranca. Enquanto está na prisão aguardando julgamento, ele percebe que é véspera de Natal. No dia seguinte, seu colega de cela, Jack Duane, conta a ele sobre suas aventuras criminosas e lhe dá seu endereço. No julgamento, Connor testemunha que ele despediu Ona por "atrevimento" e facilmente nega o relato de Jurgis; o juiz condena Jurgis a 30 dias de prisão, mais custas judiciais.
Stanislovas visita Jurgis na prisão e conta a ele sobre a crescente miséria da família. Depois que Jurgis cumpre sua pena (mais três dias por sua incapacidade de pagar as taxas), ele caminha pela lama o dia inteiro para chegar em casa, apenas para descobrir que a casa foi reformada e vendida para outra família. Ele fica sabendo com o antigo vizinho que, apesar de todos os sacrifícios que fizeram, sua família foi despejada e voltou para a pensão.
Ao chegar na pensão, Jurgis ouve os gritos de Ona. Ela está em trabalho de parto prematuro e Marija explica que a família não tinha dinheiro para um médico. Jurgis convence uma parteira a ajudar, mas é tarde demais; o bebê está morto e, com um último olhar para Jurgis, Ona morre pouco depois. As crianças voltam com o salário de um dia; Jurgis gasta tudo para ficar bêbado durante a noite.
Na manhã seguinte, a madrasta de Ona implora a Jurgis que pense em seu filho sobrevivente. Com o filho em mente, ele se esforça novamente para conseguir um emprego, apesar de estar na lista negra. Por algum tempo, a família sobrevive e Jurgis se delicia com as primeiras tentativas de falar do filho. Um dia, Jurgis chega em casa e descobre que seu filho se afogou depois de cair de um calçadão apodrecido nas ruas lamacentas. Sem derramar uma lágrima, ele se afasta de Chicago.
Jurgis vaga pelo campo enquanto o tempo está quente, trabalhando, forrageando e roubando comida, abrigo e bebida. No outono, ele retorna a Chicago, às vezes empregado, às vezes um vagabundo. Enquanto implorava, ele se depara com um excêntrico bêbado rico - filho do dono da primeira fábrica onde Jurgis havia trabalhado - que o entretém durante a noite em sua luxuosa mansão e lhe dá uma nota de cem dólares (vale cerca de US$ 3 000 hoje). Depois, quando Jurgis gasta a conta em um bar, o barman o engana. Jurgis ataca o barman e é condenado à prisão novamente, onde mais uma vez encontra Jack Duane. Desta vez, sem uma família para apoiá-lo, Jurgis decide cair com ele.
Jurgis ajuda Duane a roubar um homem rico; sua divisão do saque vale mais de vinte vezes o salário diário de seu primeiro emprego. Embora sua consciência fique dolorida ao saber dos ferimentos do homem nos jornais do dia seguinte, ele justifica isso para si mesmo como necessário em um mundo de "cachorro come cachorro". Jurgis então navega no mundo do crime; ele descobre que isso inclui uma corrupção substancial do departamento de polícia. Ele se torna um fixador de votos para uma rica potência política, Mike Scully, e consegue que muitos novos imigrantes eslavos votem de acordo com os desejos de Scully - como Jurgis fez uma vez. Para influenciar esses homens, ele conseguiu um emprego em uma fábrica, que continua como um fura - greve. Uma noite, por acaso, ele encontra Connor, a quem ele ataca novamente. Depois, ele descobre que seus amigos não podem consertar o julgamento, já que Connor é uma figura importante sob o comando de Scully. Com a ajuda de um amigo, ele paga e pula a fiança.
Sem outras opções, Jurgis volta a implorar e se arriscar a uma mulher que havia sido uma convidada de seu casamento. Ela diz a ele onde encontrar Marija, e Jurgis segue para o endereço para descobrir que é um bordel sendo invadido pela polícia. Marija diz a ele que foi forçada a se prostituir para alimentar os filhos depois que eles adoeceram, e Stanislovas - que havia bebido demais e desmaiado no trabalho - foi comido por ratos. Após o rápido julgamento e libertação, Marija diz a Jurgis que não pode deixar o bordel porque não pode economizar dinheiro e se tornou viciada em heroína, como é típico no tráfico de pessoas no bordel.
Marija tem um cliente, então Jurgis sai e encontra uma reunião política para um lugar acolhedor para ficar. Ele começa a cochilar. Uma senhora refinada gentilmente o desperta, dizendo: "Se você tentar ouvir, camarada, talvez você se interesse." Surpreso com sua bondade e fascinado por sua paixão, ele ouve o alto-falante. Encantado com seu discurso, Jurgis procura o orador depois. O orador pergunta se ele está interessado no socialismo.

Um socialista polonês o leva para sua casa, conversando com ele sobre sua vida e o socialismo. Jurgis volta para casa para a madrasta de Ona e a converte apaixonadamente ao socialismo; ela apaziguadoramente concorda com isso apenas porque parece motivá-lo a encontrar trabalho. Ele encontra trabalho em um pequeno hotel que acaba sendo administrado por um organizador estatal do Partido Socialista. Jurgis dedica apaixonadamente sua vida à causa do socialismo.